# Акжар (Байдібека район)
Акжа́р (каз. Ақжар) — село у складі району Байдібека Туркестанської області Казахстану. Входить до складу Боралдайського сільського округу.
До 2003 року село називалось Зарічне.
Населення — 192 особи (2021; 267 у 2009, 764 у 1999, 406 у 1989).